# Eriococcus salarius
Eriococcus salarius är en insektsart som beskrevs av Ferris 1955. Eriococcus salarius ingår i släktet Eriococcus och familjen filtsköldlöss. Inga underarter finns listade i Catalogue of Life.